# 맷 베리
맷 베리(Matt Berry, 1974년 5월 2일 ~ )는 잉글랜드의 배우이다.

## 출연 작품
- 와일드 로봇 (2024) - 패들러 역 (목소리)
- 언 이브닝 위드 비버리 러프 린 (2018)
- 스폰지밥3D (2015)
- 하우스 오브 풀스 (2014)
- 스뱅갈리 (2013)
- 웨딩 비디오 (2012)
- 앵그리 화이트 맨 (2011)
- 뇌세포 (2010)
- 휴즈 (2010)
- 피자 미라클 (2010)
- 어 비트 오브 톰 존스? (2009)
- 더 문 (2009)
- 더 롱 도어 (2008)
- 사라 실버맨 프로그램 (2007)
- IT 크라우드 (2006)
- 악마의 의자 (2006)